# كاديم هاريس
كاديم هاريس (بالإنجليزية: Kadeem Harris) (8 يونيو 1993 بوستمنستر في المملكة المتحدة - ) هو لاعب كرة قدم بريطاني في مركز الوسط. لعب مع كارديف سيتي ونادي بارنسلي ونادي برينتفورد وويكمب وندررز.

## وصلات خارجية
- كاديم هاريس على موقع اتحاد تركيا (لاعب) (الإنجليزية)
- كاديم هاريس على موقع اتحاد أوكرانيا (الإنجليزية)
- كاديم هاريس على موقع قاعدة بيانات كرة القدم.إي يو (الإنجليزية)
- كاديم هاريس على موقع Soccerbase.com (لاعب) (الإنجليزية)
- كاديم هاريس على موقع Soccerway.com (الإنجليزية)
- كاديم هاريس على موقع عالم كرة القدم.نت (الإنجليزية)
- كاديم هاريس على موقع AS.com (الإسبانية)